# Feststellungsklage
Die Feststellungsklage ist eine Klageart des deutschen Rechts.
Positive Feststellungsklage und negative Feststellungsklage dienen dazu, das Bestehen bzw. Nichtbestehen eines Rechtsverhältnisses feststellen zu lassen, beispielsweise eines Vertrags. Grundsätzlich unzulässig ist hingegen die Feststellung bloßer Elemente eines Rechtsverhältnisses (Elementenfeststellung).
Die Nichtigkeitsfeststellungsklage will die Nichtigkeit eines Verwaltungsakts feststellen lassen.

## Zivilrecht
Bei der zivilrechtlichen Feststellungsklage nach § 256 Abs. 1 ZPO ist das Ziel, mit Wirkung für die Parteien dieses Rechtsstreites das Bestehen oder Nichtbestehen eines Rechtsverhältnisses oder die Echtheit oder Unechtheit einer Urkunde durch ein Zivilgericht feststellen zu lassen. Geht es um die Feststellung, dass ein Rechtsverhältnis besteht, spricht man von positiver Feststellungsklage, geht es um die Feststellung, dass ein Rechtsverhältnis nicht besteht, von einer negativen Feststellungsklage.
Unter Rechtsverhältnissen werden Schuldverhältnisse jeglicher Art verstanden: aus Vertrag oder Gesetz, in Bezug auf Ansprüche oder sonstige subjektive Rechte (z. B. Kündigungsrecht, Wiederkaufsrecht, Mitgliedschaft, Kartellnichtigkeit) sowie dingliche Rechte (Eigentum und auch Besitz als Grundlage weiterer Rechte), zudem Fischereirecht, Wirksamkeit der Ortsverbandswahl einer politischen Partei oder Rechtsverhältnis zwischen Gesellschaftern.
Es sind nach der Rechtsprechung auch Rechtsverhältnisse des Beklagten zu Dritten feststellungsfähig, sofern ein Feststellungsinteresse besteht, also „wenn dieses zugleich für die Rechtsbeziehungen der Parteien untereinander von Bedeutung ist und der Kläger an der alsbaldigen Klärung ein rechtliches Interesse hat“. Ausreichend sei „dass der Kläger vom Bestehen oder Nichtbestehen des Rechtsverhältnisses in seinem Rechtsbereich wenigstens mittelbar betroffen wird“.
Die Entscheidung des Gerichts beinhaltet, soweit einer Feststellungsklage stattgegeben wird, nur die begehrte Feststellung und verlangt von der unterlegenen Partei kein bestimmtes mit der Zwangsvollstreckung durchsetzbares Verhalten. Sie kann nur erhoben werden, wenn auf Seiten des Klägers ein rechtliches Interesse an der alsbaldigen Feststellung besteht (sog. Feststellungsinteresse). Das Feststellungsinteresse besteht auch zur Erschöpfung des Rechtswegs, insbesondere bei subjektiver Verletzung der verfassungsrechtlichen Grundrechte.
Die Feststellungsklage in Bezug auf ein Rechtsverhältnis ist allerdings unzulässig, wenn es dem Kläger auch möglich und zumutbar ist, sogleich eine gerichtliche Entscheidung zu erstreiten, aus der er auch vollstrecken könnte.

### Zwischenfeststellungsklage
Einen weiteren Fall stellt die Zwischenfeststellungsklage nach § 256 Abs. 2 ZPO dar, mit der innerhalb eines laufenden Rechtsstreits eine rechtskräftige Entscheidung über für die endgültige Entscheidung vorgreifliche Rechtsverhältnisse herbeigeführt werden kann. Ist zum Beispiel im Rahmen einer Zahlungsklage streitig, ob der zugrundeliegende Vertrag Bestand hat, kann der Kläger neben seinem Zahlungsantrag mit der Zwischenfeststellungsklage die Feststellung beantragen, dass der Vertrag wirksam ist und so späterem Streit über die Wirksamkeit des Vertrages vorbeugen. Die Zwischenfeststellungsklage kann vom Kläger zusammen mit einer Leistungsklage oder nachträglich erhoben werden, zudem vom Beklagten in Form einer Zwischenfeststellungswiderklage. Ein besonderes Feststellungsinteresse ist nicht erforderlich.

### Verjährung und Beweislast
Während die Erhebung der positiven Feststellungsklage verjährungshemmende Wirkung zugunsten des Gläubigers entfaltet, trifft dies für die negative Feststellungsklage nicht zu (siehe § 204 BGB). Hinsichtlich der Beweislast ergeben sich jedoch keine Unterschiede. Da diese nach der materiell-rechtlichen Lage beurteilt wird, hat sowohl bei der positiven als auch bei der negativen Feststellungsklage jeweils der Gläubiger, der in ersterem Fall Kläger, im zweiten Fall Beklagter ist, zu beweisen, dass das streitige Rechtsverhältnis besteht.

### Internationales Zivilprozessrecht
Die Internationalisierung der Wirtschaftsbeziehungen führt darüber hinaus zunehmend zu europäischen Parallelverfahren im Anwendungsbereich der am 1. März 2002 in Kraft getretenen Verordnung EG Nr. 44/2001 über die gerichtliche Zuständigkeit und die Anerkennung und Vollstreckung von Entscheidungen in Zivil- und Handelssachen (VO-Brüssel I). Dort gilt – im Unterschied zum Anwendungsbereich der Zivilprozessordnung (ZPO) – eine Rechtshängigkeitssperre für nachträgliche Klagen mit demselben Kernpunkt (Kernpunkttheorie), wie z. B. zugunsten der zeitlich vorrangig anderweitig anhängig gemachten negativen Feststellungsklage. Eine früher erhobene negative Feststellungsklage führt nach der (hier nicht dargestellten) Rechtsprechung des EuGH insbesondere in Sachen Tatry/Maciej Rataj zu einer Rechtshängigkeitssperre für die Geltendmachung einer Leistungsklage durch den Anspruchsinhaber. Dieser läuft dadurch Gefahr, die verjährungsunterbrechende Wirkung der Erhebung einer Leistungsklage nicht mehr (im In- oder Ausland) herbeiführen zu können.

## Verwaltungsrecht

### Bestehen oder Nichtbestehen eines Rechtsverhältnisses
Rechtsgrundlage ist im verwaltungsgerichtlichen Verfahren § 43 Verwaltungsgerichtsordnung (VwGO):
1. Durch Klage kann die Feststellung des Bestehens oder Nichtbestehens eines Rechtsverhältnisses oder der Nichtigkeit eines Verwaltungsakts begehrt werden, wenn der Kläger ein berechtigtes Interesse an der baldigen Feststellung hat (Feststellungsklage).
2. Die Feststellung ist subsidiär, soweit der Kläger seine Rechte mit einer Gestaltungs- oder Leistungsklage verfolgen kann oder hätte verfolgen können. Dies gilt nicht, wenn die Feststellungsklage den intensiveren Rechtsschutz bietet. Dies ist insbesondere bei öffentlich-rechtlichen Verträgen mit mehreren Regelungsgegenständen der Fall.

Unter einem feststellungsfähigen Rechtsverhältnis im Sinne des § 43 Abs. 1 VwGO „sind die sich aus einer Rechtsnorm ergebenden rechtlichen Beziehungen zwischen natürlichen und juristischen Personen zu verstehen, kraft deren eine der beteiligten Personen etwas Bestimmtes tun muss, kann oder darf oder nicht zu tun braucht. Die Rechtsbeziehungen müssen entweder durch die Norm selbst oder mittels eines dem öffentlichen Recht zuzuordnenden Rechtsgeschäfts konkretisiert sein. Sie haben sich dann zu einem Rechtsverhältnis im Sinne des § 43 Abs. 1 VwGO verdichtet, wenn die Anwendung einer bestimmten Norm des öffentlichen Rechts auf einen absehbaren Sachverhalt streitig ist“.
Neben der allgemeinen Feststellungsklage nach § 43 VwGO gibt es beispielsweise auch noch die Fortsetzungsfeststellungsklage nach § 113 Abs. 1 Satz 4 VwGO zur Feststellung der Rechtswidrigkeit erledigter Verwaltungsakte, sowie besondere Feststellungsklagen wie bspw. nach § 16 VereinsG zur Feststellung der Rechtmäßigkeit eines Vereinsverbots oder nach § 4 KSchG zur Feststellung der Unwirksamkeit einer Kündigung.
Maßgeblicher Zeitpunkt für die Beurteilung der Sach- und Rechtslage ist bei der Feststellungsklage grundsätzlich der Zeitpunkt der letzten mündlichen Verhandlung. Bei der Fortsetzungsfeststellungsklage kommt es hingegen auf die Rechtslage im Zeitpunkt des erledigenden Ereignisses, genauer: den Zeitpunkt unmittelbar davor an.

### Feststellungsklage gegenüber dem Normgeber

#### Rechtsverordnungen
Auch für den begehrten Erlass oder die Änderung einer Rechtsverordnung (sog. echte/unechte Normerlassklage) gegenüber dem Normgeber ist nach in der Rechtsprechung und dem Schrifttum vertretenen Auffassungen die Feststellungsklage nach § 43 VwGO statthaft. Sie rechtfertige sich im Hinblick auf die Rechtsschutzgarantie des Art. 19 Abs. 4 GG daraus, dass Streitgegenstand die Anwendung der Rechtsnorm auf einen bestimmten Sachverhalt sei, sodass die Frage nach der Rechtmäßigkeit der Norm lediglich als – wenn auch streitentscheidende – Vorfrage aufgeworfen werde. Es handele sich daher bei einer solchen, auf Feststellung einer Rechtsverletzung gerichteten Klage gegen den Normgeber nicht um eine Umgehung der in § 47 VwGO nur für Landesrechtsverordnungen vorgesehenen prinzipalen Normenkontrolle. § 47 VwGO entfalte gegenüber der Überprüfung der Rechtsverordnung im Wege der Feststellungsklage keine Sperrwirkung. Dem System des verwaltungsgerichtlichen Rechtsschutzes könne nicht entnommen werden, dass außerhalb des § 47 VwGO die Überprüfung von Rechtssetzungsakten ausgeschlossen sein solle. Auf dieser Grundlage könne im verwaltungsgerichtlichen Verfahren gegenüber dem Normgeber auch die Feststellung begehrt werden, dass das Recht des Klägers den Erlass oder die Änderung einer Rechtsverordnung gebiete.

#### Parlamentsgesetze
Im Fall eines Parlamentsgesetzes ist dagegen der Rechtsweg zu den Verwaltungsgerichten gem. § 40 Abs. 1 VwGO nicht eröffnet, da Streitgegenstand keine öffentlich-rechtliche Streitigkeit nichtverfassungsrechtlicher Art wäre. Es besteht Einigkeit darüber, dass es nicht Aufgabe der Verwaltungsgerichte ist, unmittelbar die Betätigung oberster Staatsorgane zu kontrollieren. Namentlich ist den Verwaltungsgerichten deshalb die Kontrolle des parlamentarischen Gesetzgebers entzogen. Ein verfassungsrechtlicher Streit liegt demnach insbesondere dann vor, wenn der Bürger auf Erlass eines förmlichen Gesetzes klagt oder unmittelbar die Verfassungsmäßigkeit eines förmlichen Gesetzes anzweifelt.
Zwar ist die Verfassungsmäßigkeit eines Gesetzes auch von den Fachgerichten von Amts wegen zu prüfen. Ist das vorlegende Gericht jedoch von der Verfassungswidrigkeit der vorgelegten Norm überzeugt, muss es sie im Rahmen einer gegen den Vollzugsakt gerichteten Klage dem Bundesverfassungsgericht gem. Art. 100 Abs. 1 GG zur Entscheidung vorlegen. Die Fachgerichte wären allerdings nicht aus kompetenziellen Gründen gehindert, einem Kläger vorläufigen Rechtsschutz auch im Hinblick auf eine mögliche Verfassungswidrigkeit der gesetzlichen Grundlagen zu gewähren.
Die Prüfung der Verfassungsmäßigkeit eines formellen Gesetzes ist im Rahmen einer verwaltungsgerichtlichen Feststellungsklage nur möglich, wenn es sich bei der Verfassungsmäßigkeit des Gesetzes lediglich um eine Vorfrage einer Verwaltungsstreitigkeit handelt oder dann, wenn eine fachgerichtliche Klärung erforderlich ist, um zu vermeiden, dass das Bundesverfassungsgericht über eine Rechtssatzverfassungsbeschwerde auf ungesicherter Tatsachen- und Rechtsgrundlage entscheiden müsste.
Ist die Verfassungsmäßigkeit der formellen Bundesnorm die eigentliche Hauptfrage, so wandelt sich die Feststellungsklage zu einer als inzidenten Normenkontrolle kaschierten prinzipalen Normenkontrolle, über die die Verwaltungsgerichtsbarkeit wiederum nur im Rahmen des § 47 VwGO – und damit nicht gegen förmliche Bundesgesetze – zur Entscheidung berufen ist.

## Steuerrecht
Die steuerrechtliche Feststellungsklage ist in § 41 Finanzgerichtsordnung (FGO) geregelt. Es gibt sie sowohl in Form der Nichtigkeits-Feststellungsklage als auch in der der einfachen Feststellungsklage. Die Feststellungsklagen sind im Steuerrecht ein marginales Phänomen, weil in den allermeisten Fällen Steuerpflichtige Rechtsschutz gegen belastende Verwaltungsakte suchen und Anfechtungsklage erheben.